# Adviesrecht (scholen)
Adviesrecht is een recht dat een medezeggenschapsraad (MR) in het primair en voortgezet onderwijs in Nederland op grond van de WMS heeft. De WMS geeft richtlijnen op welke beleidsterreinen volgens het MR-statuut minimaal adviesrecht moet toestaan.
Het adviesrecht houdt in dat het bevoegd gezag van de school op het omschreven terrein voorstellen ter advies aan de MR moet voorleggen. De MR heeft dan het recht met argumentatie advies-voorstellen te doen. Het bevoegd gezag mag beargumenteerd van uitvoering van de advies-voorstellen afzien. Wanneer het bevoegd gezag van uitvoering afziet, kan de MR ervoor kiezen hierover een geschil voor te leggen bij de geschillencommissie waarbij de school is aangesloten. De argumentatie speelt bij dergelijke geschillen een grote rol.